# Amaichá del Valle
Amaichá del Valle är en ort i Argentina.   Den ligger i provinsen Tucumán, i den norra delen av landet, 1 100 kilometer nordväst om huvudstaden Buenos Aires. Amaichá del Valle ligger 1 972 meter över havet och antalet invånare är 3 214.
Terrängen runt Amaichá del Valle är kuperad österut, men västerut är den platt. Runt Amaichá del Valle är det mycket glesbefolkat, med 6 invånare per kvadratkilometer.. Amaichá del Valle är det största samhället i trakten.
Omgivningarna runt Amaichá del Valle är i huvudsak ett öppet busklandskap.